# Saurom

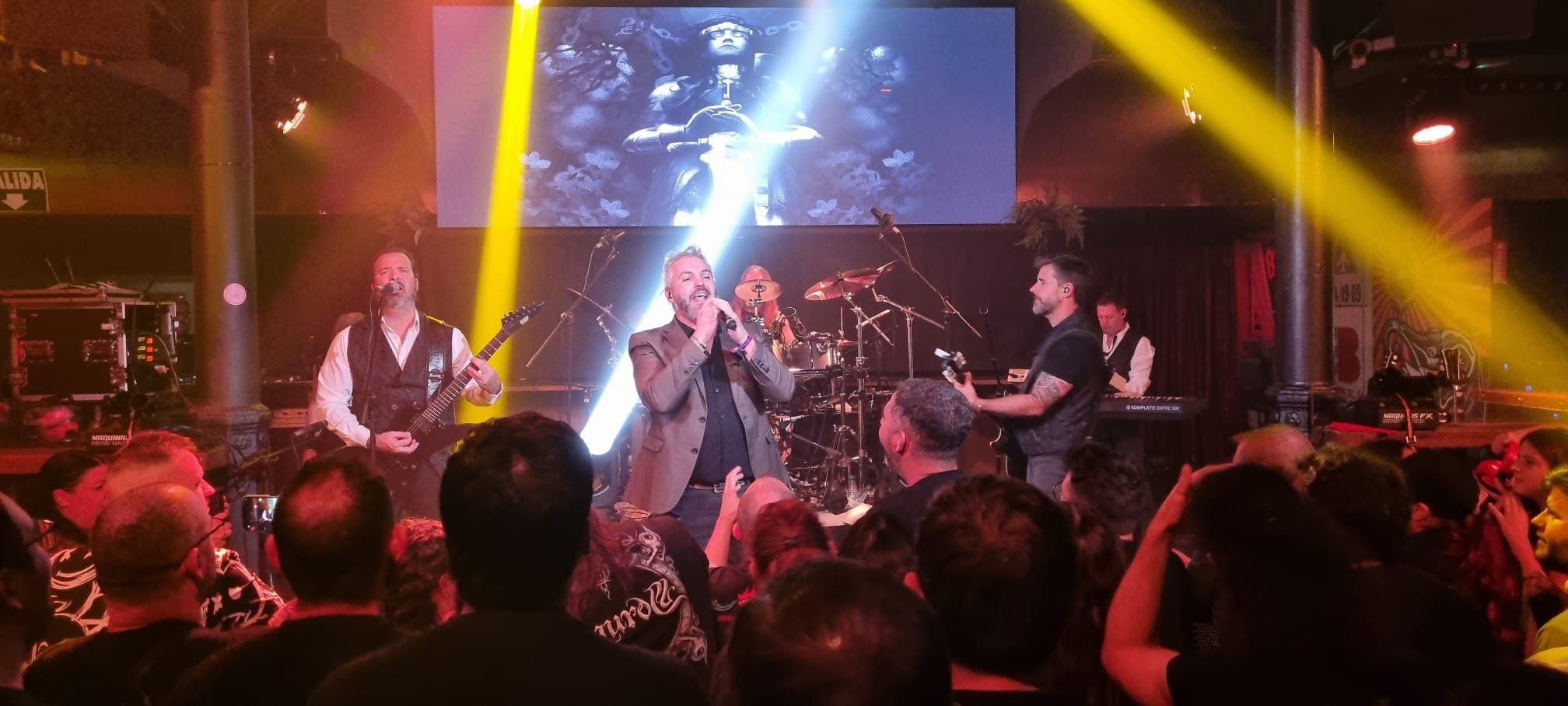
Die Band Saurom bei einem Konzert in Almería (2024)

Saurom (früher auch Saurom Lamderth genannt) ist eine spanische Musikgruppe, die 1996 in San Fernando in Andalusien gegründet wurde.

## Stil
Der besondere Musikstil der Band, der verschiedene Sorten von Metal-Musik vereint, nennt sich „juglar metal“ und ist eine Mischung aus Heavy Metal, Folk Metal und Power Metal. Die Liedtexte basieren meist auf spanischen Legenden, Gedichten, romantischen Erzählungen und anderen traditionellen Geschichten, wobei einige Lieder des Albums Sombras del Este auch Geschehnisse aus J. R. R. Tolkiens Der Herr der Ringe zum Thema haben.

## Diskografie
Alben
- 2001: El guardián de las melodías perdidas
- 2003: Sombras del Este
- 2005: Legado de juglares
- 2006: JuglarMetal
- 2008: Once romances desde al-Ándalus
- 2010: Mayram
- 2012: Vida
- 2015: Sueños
- 2017: La Magia de la Luna
- 2020: Música
- 2023: El pájaro fantasma